# Список міністрів закордонних справ Франції

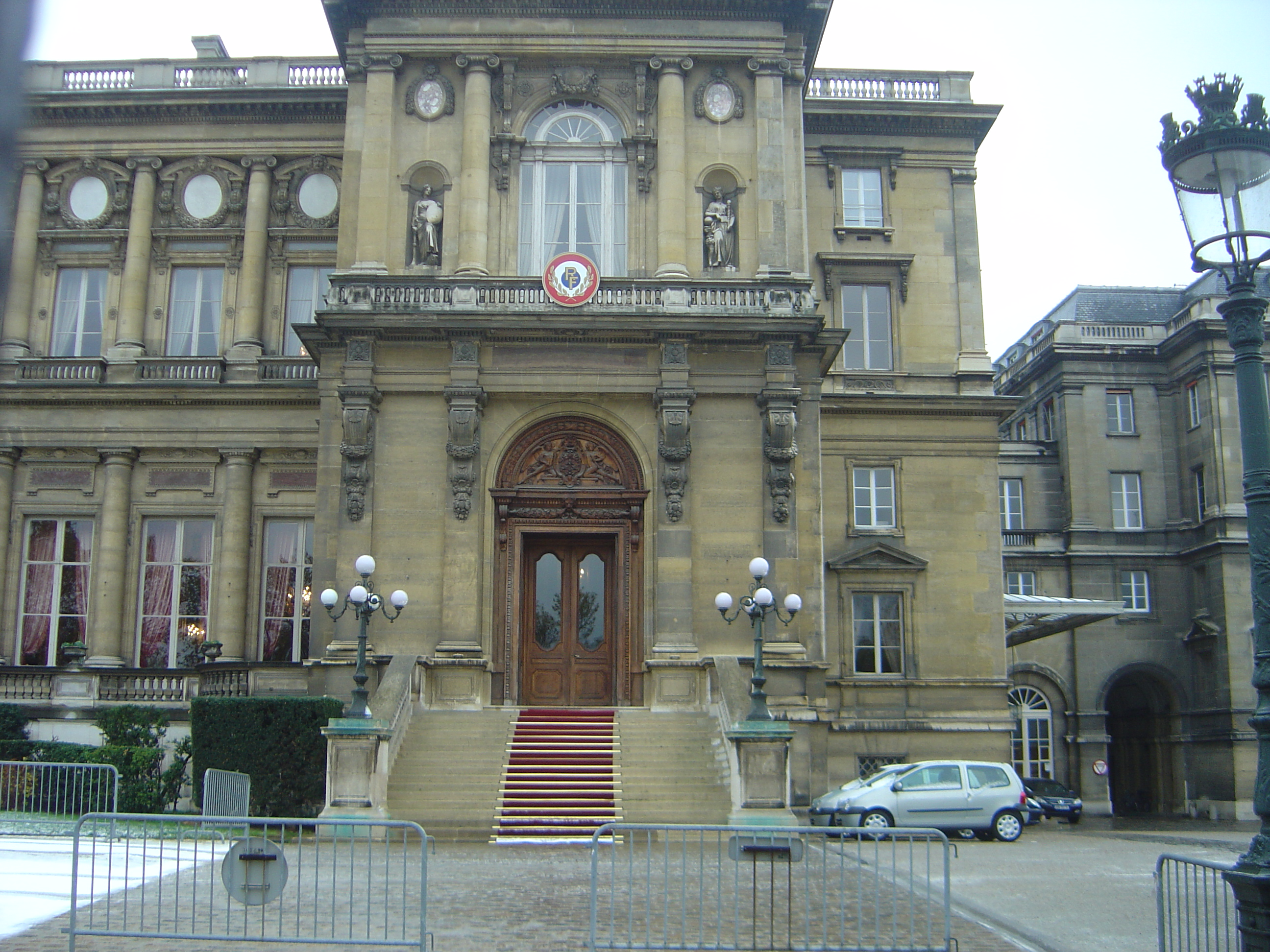
Будинок Міністерства закордонних і європейських справ Франції на набережній Ке д'Орсе

Список міністрів закордонних і європейських справ Франції

## Міністри закордонних і європейських справ Франції
(фр. Ministre des Affaires étrangères et européennes)
1. Луї де Револь (1589–1594)
2. Нікола де Невіль (1594–1616)
3. Арман-Жан дю Плессі де Рішельє (1616–1617)
4. П'єр Брюлар (1617–1626)
5. Раймон Філіпо (1626–1629)
6. Клод Бутільє (1629–1632)
7. Леон Бутільє (1632–1643)
8. Анрі-Огюст де Ломені (1643–1663)
9. Юг де Ліонн (1663–1671)
10. Сімон Арно (1671–1679)
11. Шарль Кольбер (1680–1696)
12. Жан-Батіст Кольбер (1696–1715)
13. Нікола дю Бле (1715–1718)
14. Ґійом Дюбуа (1718–1723)
15. Шарль Жан-Батіст Флеріо (1723–1727)
16. Жермен Луї Шовлен (1727–1737)
17. Жан-Жак Амло де Шайу (1737–1744)
18. Адрієн Моріс (1744–1744)
19. Рене де Вуайє де Польмі (1744–1747)
20. Луї Філожен Брюлар (1747–1751)
21. Франсуа Домінік де Барбері (1751–1754)
22. Антуан Луї Руйє (1754–1757)
23. Франсуа Жоакен де П'єр де Берні (1757–1758)
24. Етьєн Франсуа де Шуазель (1758–1761)
25. Сезар Габріель де Шуазель-Шевіньє (1761–1766)
26. Етьєн Франсуа де Шуазель (1766–1770)
27. Луї Феліпо (1770–1771)
28. Еманюель-Арман де Віньєро дю Плессі-Рішельє (1771–1774)
29. Анрі Леонар Жан Батіст Бертен (1774–1774)
30. Шарль Гравьє (1774–1787)
31. Арман Марк (1787–1789)
32. Поль Франсуа де Келан (1789–1789)
33. Арман Марк (1789–1791)
34. Клод Антуан Вальдек де Лессар (1791-1792)
35. Шарль Франсуа Дюмур'є (1792–1792)
36. П'єр Поль де Мередьє (1792–1792)
37. Сіпіон Віктор (1792–1792)
38. Франсуа Жозеф де Грате (1792–1792)
39. Клод Біго де Сен-Круа (1792–1792)
40. П'єр Анрі Елен Марі Лебрен-Тондю (1792–1793)
41. Франсуа Луї Мішель Шемен Дефорг (1793–1794)
42. Жан Марі Клод Александр Гужон (1794–1794)
43. Марсьяль Жозеф Арман Ерман (1794–1794)
44. Шарль Делакруа (1795–1797)
45. Шарль Моріс де Талейран-Перігор (1797–1799)
46. Карл Рейнар (1799–1799)
47. Шарль Моріс де Талейран-Перігор (1799–1807)
48. Жан-Батіст Номпер де Шампаньї (1807–1811)
49. Юг Бернар Маре (1811–1813)
50. Арман Огюстен Луї Коленкур (1813–1814)
51. Антуан Рене Шарль Матюрен (1814–1814)
52. Шарль Моріс де Талейран-Перігор (1814–1815)
53. Арман Огюстен Луї Коленкур (1815–1815)
54. Луї Біньон (1815–1815)
55. Шарль Моріс де Талейран-Перігор (1815–1815)
56. Арман Емманюель дю Плессі, герцог де Рішельє (1815–1818)
57. Жан Жозеф Поль Агустен (1818–1819)
58. Етьєн Дені Паскьє (1819–1821)
59. Матьє-Жан-Фелісіте де Монморансі-Лаваль (1821–1822)
60. Франсуа Рене де Шатобріан (1822–1824)
61. Анж Іасінт Максанс де Дама (1824–1828)
62. Огюст де ла Ферроне (1828–1829)
63. Анн-П'єр-Адрієн де Монморансі-Лаваль (1829–1829)
64. Жозеф Марі Порталіс (1829–1829)
65. Жуль де Поліньяк (1829–1830)
66. Віктор Луї Віктурньєн де Мортемар (1830–1830)
67. Луї Біньйон (1830–1830)
68. Жан-Батист Журдан (1830–1830)
69. Луї-Матьє Моле (1830–1830)
70. Ніколя Жозеф Мезон (1830–1830)
71. Орас Себастьяні (1830–1832)
72. Віктор де Брольї (1832–1834)
73. Анрі де Ріньї (1834–1834)
74. Шарль-Жозеф Брессон (1834–1834)
75. Анрі де Ріньї (1834–1835)
76. Віктор де Брольї (1835–1836)
77. Луї Адольф Тьєр (1836–1836)
78. Луї-Матьє Моле (1836–1839)
79. Луї Наполеон Лан (1839–1839)
80. Жан де Дью Сульт (1839–1840)
81. Луї Адольф Тьєр (1840–1840)
82. Франсуа Гізо (1840–1848)
83. Альфонс де Ламартін (1848–1848)
84. Жуль Бастід (1848–1848)
85. Марі-Альфонс Бедо (1848–1848)
86. Жуль Бастід (1848–1848)
87. Едуар Друїн де Люйс (1848–1849)
88. Алексіс де Токвіль (1849–1849)
89. Альфонс де Рейнваль (1849–1849)
90. Жан-Ернест Дюко де Лаїтт (1849–1851)
91. Едуар Друїн де Люйс (1851–1851)
92. Анатоль Бреньє де Ренодьєр (1851–1851)
93. П'єр Жуль Барош (1851)
94. Луї Фелікс Етьєн де Тюрго (1851–1852)
95. Едуар Друїн де Люйс (1852–1855)
96. Александр Колонна-Валевський (1855–1860)
97. П'єр Жуль Барош (1860)
98. Едуард Тувнель (1860–1862)
99. Едуар Друїн де Люйс (1862–1866)
100. Шарль де Лавалетт (1866–1866)
101. Ліонель де Мутьє (1866–1868)
102. Шарль де Лавалетт (1868- 1869)
103. Анрі де ла Тур д'Овернь (1869–1870)
104. Наполеон Дарю (1870–1870)
105. Еміль Олівьє (1870–1870)
106. Аженор де Грамон (1870–1870)
107. Анрі де ла Тур д'Овернь (1870–1870)
108. Жуль Фавр (1870–1871)
109. Шарль де Ремюза (1871–1873)
110. Альбер де Брольї (1873–1873)
111. Луї Деказ (1873–1877)
112. Гастон-Робер де Банвіль (1877–1877)
113. Вільям Генрі Ваддінгтон (1877–1879)
114. Шарль де Фрейсіне (1879–1880)
115. Жуль Бартелемі-Сент-Ілер (1880–1881)
116. Леон Мишель Гамбетта (1881–1882)
117. Шарль де Фрейсине (1882–1882)
118. Шарль Дюклерк (1882–1883)
119. Арман Фальєр (1883–1883)
120. Поль-Арман Шальмель-Лакур (1883–1883)
121. Жуль Феррі (1883–1885)
122. Шарль де Фрейсіне (1885–1886)
123. Еміль Флуран (1886–1888)
124. Рене Гобле (1888–1889)
125. Ежен Шпюллер (1889–1890)
126. Александр Рібо (1890–1893)
127. Жуль Девель (1893–1893)
128. Жан Казімір-Пер'є (1893–1894)
129. Габріель Аното (1894–1895)
130. Марселен Бертло (1895–1896)
131. Леон Буржуа (1896–1896)
132. Габріель Аното (1896–1898)
133. Теофіль Делькассе (1898–1905)
134. Моріс Рув'є (1905–1906)
135. Леон Буржуа (1906–1906)
136. Стефан Пішон (1906–1911)
137. Жан Крюппі (1911–1911)
138. Жустен де Сельв (1911–1912)
139. Раймон Пуанкаре (1912–1913)
140. Шарль Жоннар (1913–1913)
141. Стефан Пішон (1913–1913)
142. Гастон Думерг (1913–1914)
143. Леон Буржуа (1914–1914)
144. Рене Вівіані (1914–1914)
145. Гастон Думерг (1914–1914)
146. Теофіль Делькассе (1914–1915)
147. Рене Вівіані (1915–1915)
148. Арістід Бріан (1915–1917)
149. Александр Рібо (1917–1917)
150. Луї Барту (1917–1917)
151. Стефан Пішон (1917–1920)
152. Александр Мільєран (1920–1920)
153. Жорж Лейг (1920–1921)
154. Арістід Бріан (1921–1922)
155. Раймон Пуанкаре (1922–1924)
156. Едмон Лефевр дю Прей (1924–1924)
157. Едуар Ерріо (1924–1925)
158. Арістід Бріан (1925–1926)
159. Едуар Ерріо (1926–1926)
160. Арістід Бріан (1926–1932)
161. П'єр Лаваль (1932–1932)
162. Андре Тардьє (1932–1932)
163. Едуар Ерріо (1932–1932)
164. Жозеф Поль-Бонкур (1932–1934)
165. Едуар Даладьє (1934–1934)
166. Луї Барту (1934–1934)
167. П'єр Лаваль (1934–1936)
168. П'єр-Етьєн Фланден (1936–1936)
169. Івон Дельбос (1936–1938)
170. Жозеф Поль-Бонкур (1938–1938)
171. Жорж Бонне (1938–1939)
172. Едуар Даладьє (1939–1940)
173. Поль Рейно (1940–1940)
174. Едуар Даладьє (1940–1940)
175. Поль Рейно (1940–1940)
176. Поль Бодуен (1940–1940)
177. П'єр Лаваль (1940–1940)
178. П'єр-Етьєн Фланден (1940–1941)
179. Франсуа Дарлан (1941–1942)
180. П'єр Лаваль (1942–1944)
181. Моріс Дежан (1941–1942)
182. Рене Плевен (1942–1943)
183. Рене Массільї (1943–1944)
184. Жорж Бідо (1944–1946)
185. Леон Блюм (1946–1947)
186. Жорж Бідо (1947–1948)
187. Робер Шуман (1948–1953)
188. Жорж Бідо (1953–1954)
189. П'єр Мендес-Франс (1954–1955)
190. Едгар Фор (1955–1955)
191. Антуан Піне (1955–1956)
192. Крістіан Піно (1956–1958)
193. Рене Плевен (1958–1958)
194. Моріс Кув де Мюрвіль (1958–1968)
195. Мішель Дебре (1968–1969)
196. Моріс Шуман (1969–1973)
197. Андре Беттанкур (1973–1973)
198. Мішель Жобер (1973–1974)
199. Жан Сованьярг (1974–1976)
200. Луї де Гіренго (1976–1978)
201. Жан Франсуа-Понсе (1978–1981)
202. Клод Шессон (1981–1984)
203. Ролан Дюма (1984–1986)
204. Жан-Бернар Ремон (1986–1988)
205. Ролан Дюма (1988–1993)
206. Ален Жюппе (1993–1995)
207. Ерве де Шаретт (1995–1997)
208. Юбер Ведрін (1997–2002)
209. Домінік де Вільпен (2002–2004)
210. Мішель Барньє (2004–2005)
211. Філіпп Дуст-Блазі (2005–2007)
212. Бернар Кушнер (2007–2010)
213. Мішель Алліо-Марі (2010–2011)
214. Ален Жюппе (2011–2012)
215. Лоран Фабіус (2012–2016)
216. Жан-Марк Еро (2016—2017)
217. Жан-Ів Ле Дріан (17 травня 2017 — 20 травня 2022)
218. Катрін Колонна (з 20 травня 2022 — 11 січня 2024)
219. Стефан Сежурне (з 12 січня 2024 — 21 вересня 2024)
220. Жан-Ноель Барро (з 21 вересня 2024 )

## Галерея

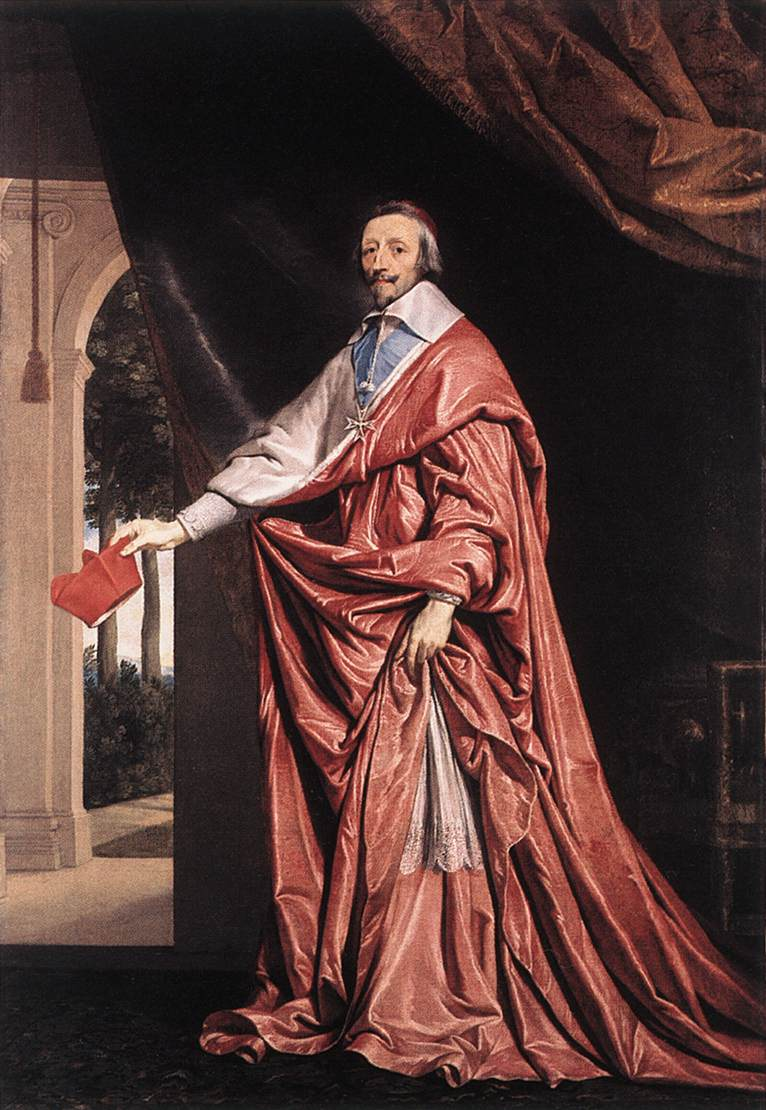
Рішельє Арман Жан дю Плессі
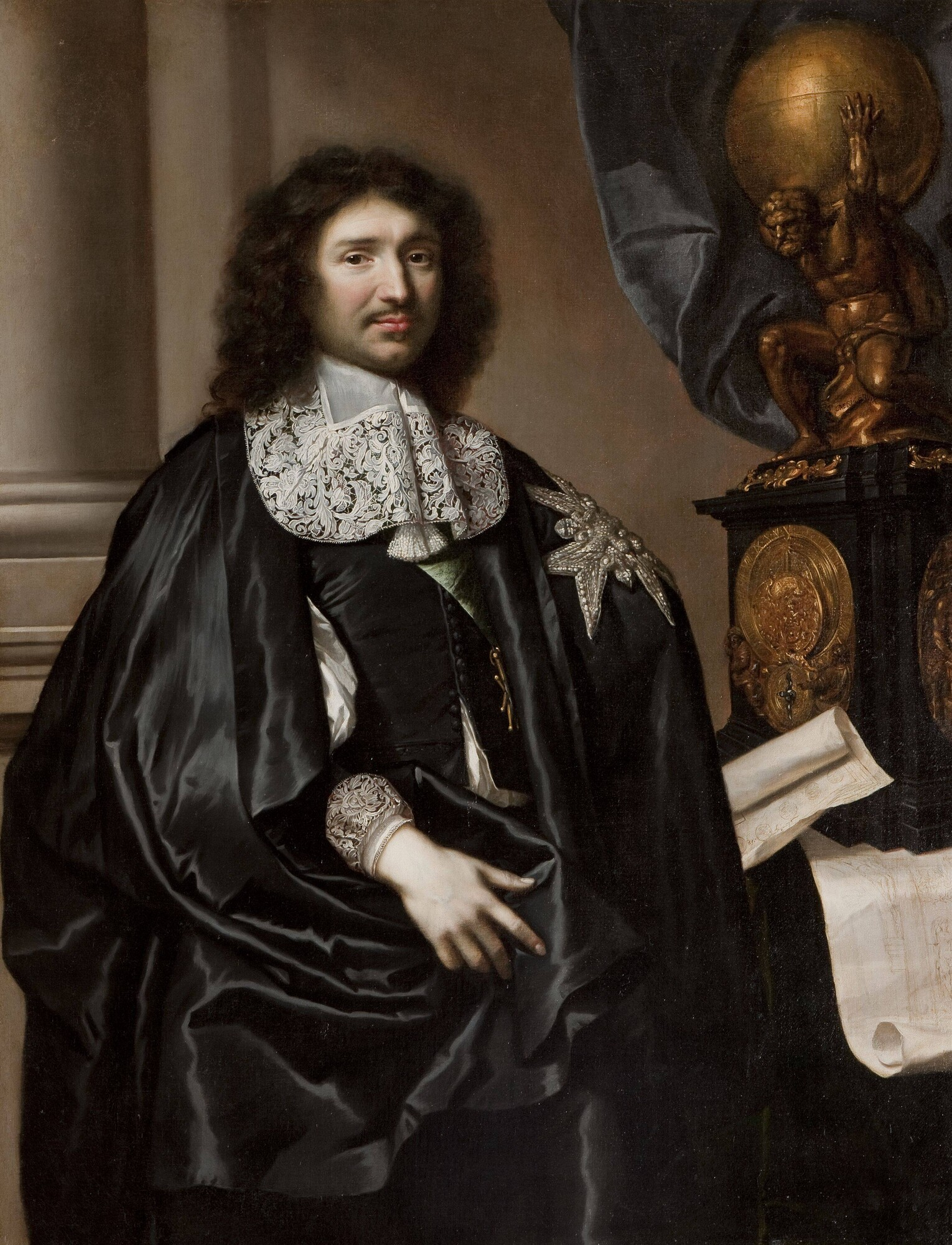
Жан-Батіст Кольбер
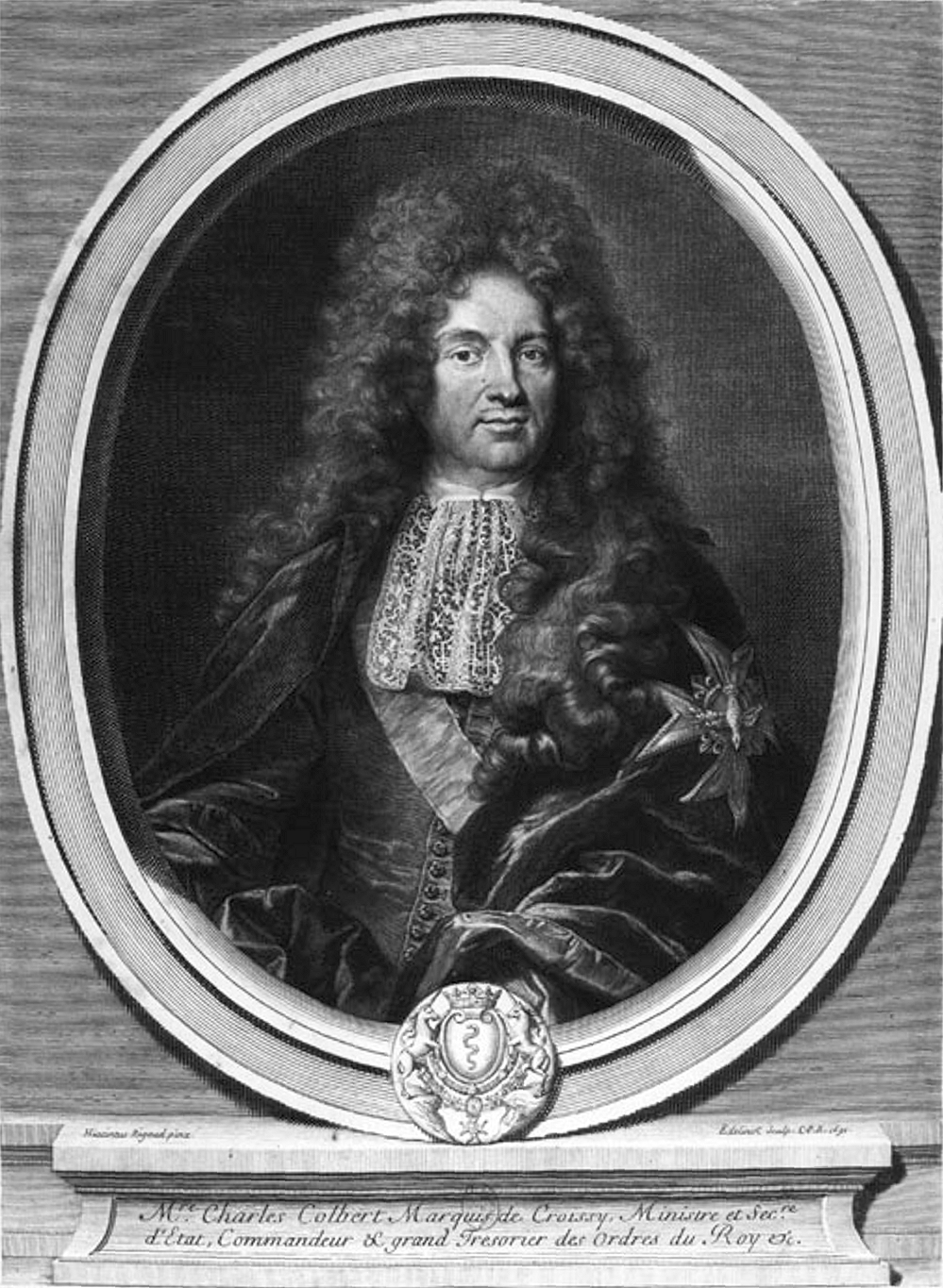
Шарль Кольбер
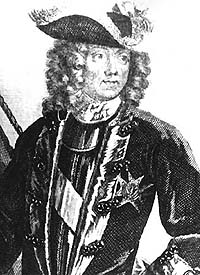
Нікола дю Бле
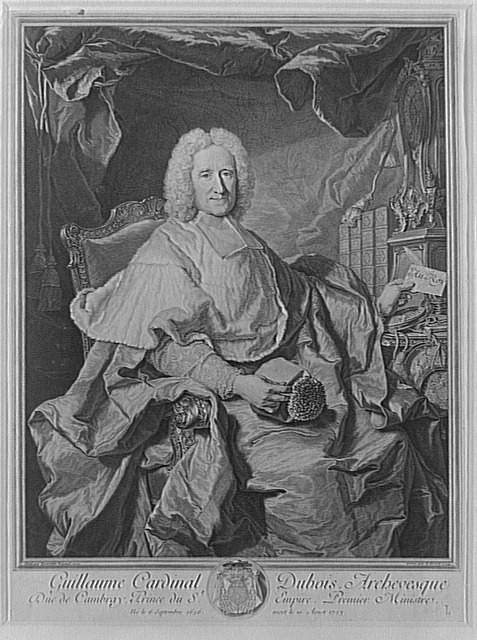
Гійом Дюбуа
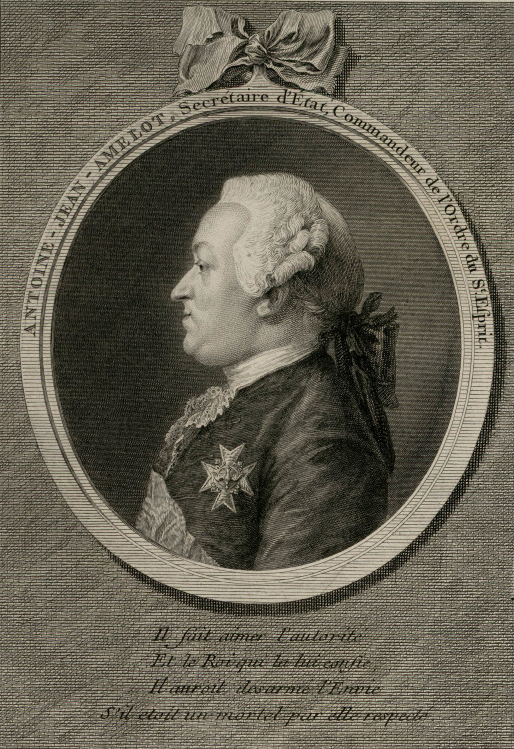
Жан-Жак Амло де Шайу
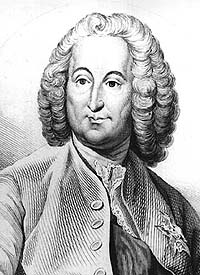
Антуан Луї Руйє
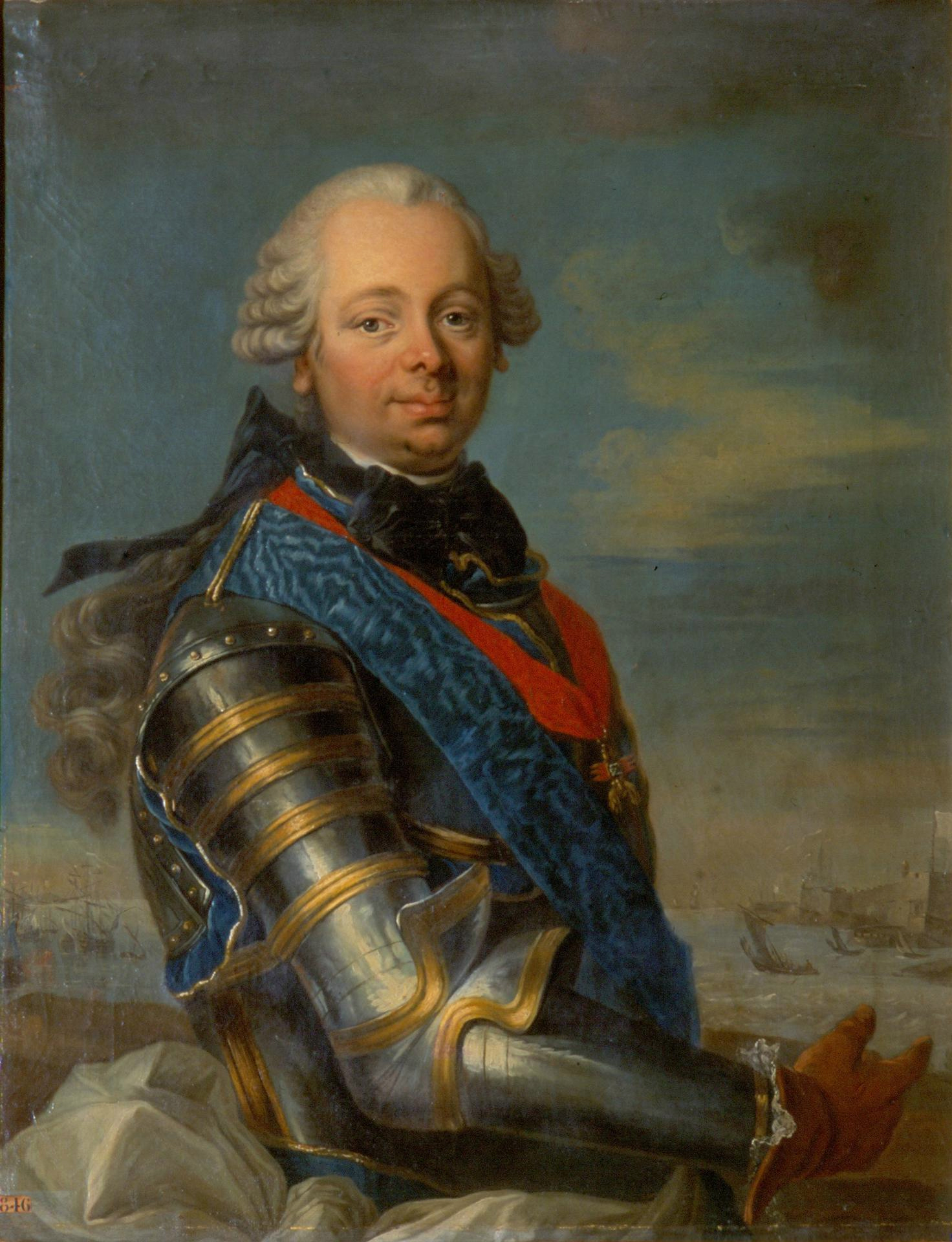
Етьєн Франсуа де Шуазель
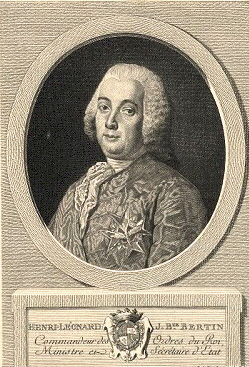
Анрі Леонар Жан Батіст Бертен